# Пьорако
Пьорако (итал. Pioraco) — коммуна в Италии, располагается в регионе Марке, в провинции Мачерата.
Население составляет 1231 человек (2008 г.), плотность населения составляет 65 чел./км². Занимает площадь 19 км². Почтовый индекс — 62025. Телефонный код — 0737.
Покровителем коммуны почитается святой Викторин, празднование 8 июня .

## Демография
Динамика населения:

## Администрация коммуны
- Официальный сайт: http://www.comune.pioraco.mc.it/SINPV2/Aspx/_comuni/Home.aspx (недоступная+ссылка)